# Zoisita-(Pb)
La zoisita-(Pb) és un mineral de la classe dels silicats que pertany al supergrup de l'epidota.

## Característiques
La zoisita-(Pb) és un silicat de fórmula química CaPbAl₃[Si₂O₇][SiO₄]O(OH). Va ser aprovada com a espècie vàlida per l'Associació Mineralògica Internacional l'any 2021, sent publicada per primera vegada en el mes de gener del 2022. Químicament és semblant a la wickenburgita i a la maricopaïta, i també a la hancockita i a la piemontita-(Pb). Cristal·litza en el sistema ortoròmbic. La seva duresa a l'escala de Mohs es troba entre 6 i 7. És l'anàleg de plom de la zoisita.
L'exemplar que va servir per a determinar l'espècie, el que es coneix com a material tipus, es troba conservat a les col·leccions del Museu d'Història Natural de la Universitat de Pisa (Itàlia), amb el número de catàleg: 19927.

## Formació i jaciments
Va ser descoberta a la mina Jakobsberg, situada al districte de Nordmark (Comtat de Värmland, Suècia), on es troba en forma de prismes subèdrics de color rosa pàl·lid, allargats a [010], de fins a 0,3 mm de mida. Aquest indret és l'únic a tot el planeta on ha estat descrita aquesta espècie mineral.